# Edward Shackleton
Edward Arthur Alexander Shackleton (15 de julho de 1911 – 22 de setembro de 1994) foi um geógrafo britânico, além de político membro do Partido Trabalhista.
Nascido em Wandsworth, Londres, Shackleton era o filho mais novo de Sir Ernest Shackleton, explorador da Antártida.